# Mont-Saint-Jean (Côte-d'Or)
Mont-Saint-Jean is een gemeente in het Franse departement Côte-d'Or (regio Bourgogne-Franche-Comté) en telt 262 inwoners (1999). De plaats maakt deel uit van het arrondissement Beaune.

## Geografie
De oppervlakte van Mont-Saint-Jean bedraagt 27,0 km², de bevolkingsdichtheid is 9,7 inwoners per km².
De onderstaande kaart toont de ligging van Mont-Saint-Jean (Côte-d'Or) met de belangrijkste infrastructuur en aangrenzende gemeenten.

## Demografie
Onderstaande figuur toont het verloop van het inwonertal (bron: INSEE-tellingen).